# Quickflix
Quickflix es una compañía de streaming, de Australia y Nueva Zelanda, que ofrece la suscripción a una selección de películas y programas de televisión a través de una gama de televisiones inteligentes, consolas de videojuegos, reproductores Blu-ray, computadoras, laptops, teléfonos móviles, tabletas y otros dispositivos.
El contenido Premium, que incluye las últimas temporadas de las series de televisión y películas más recientes, está disponible a través de Quickflix a un costo adicional.
Además, Quickflix ofrece la suscripción a un catálogo de más de 60,000 películas y series de televisión en DVD y Blu-ray. En Nueva Zelanda, el streaming se encuentra disponible en www.quickflix.co.nz.
En Australia, una suscripción únicamente de streaming va desde los $9.99 al mes. La suscripción de DVD, Blu-ray y streaming empieza desde los $12.99 al mes. 
Cotizada en la Bolsa de Valores de Australia desde 2005, tiene más de 130,000 suscriptores en la actualidad. Su mayor accionista es Nine Entertainment.

## Servicios

### Streaming por Internet
En julio de 2011, Quickflix anunció que lanzaría un servicio de suscripción para los dispositivos Sony con conexión a Internet, permitiendo a los australianos ver películas y programas de televisión mediante streaming. El 21 de octubre, Quickflix anunció un acuerdo con Sony para ofrecer el servicio de streaming a todos los usuarios de PlayStation 3. El 27 de octubre, se anunció el lanzamiento de su servicio de streaming para los televisores BRAVIA, reproductores Blu-ray y sistemas de teatro en casa de la marca Sony. El servicio de streaming que ofrece Quickflix estuvo disponible para PC y computadoras Macintosh el 16 de noviembre de 2011 y lanzado para consolas PS3 el 23 de diciembre del mismo año. El 31 de enero de 2012, Quickflix anunció que habían firmado un acuerdo con Samsung Electronics Australia para llevar el servicio de streaming a la gama de productos de Samsung como los televisores inteligentes, reproductores Blu-ray, Galaxy TAB y algunos teléfonos inteligentes Galaxy. El 6 de febrero de 2012, se anunció que HBO había tomado una participación estratégica de $10 en la compañía. En abril de ese mismo año, Quickflix y Microsoft firmaron un acuerdo para hacer disponible el servicio de streaming en las consolas Xbox 360.
En 2013, Quickflix estuvo disponible en dispositivos con Windows 8.
Ese mismo año, la compañía inició su servicio “stream-to-own”, ofreciendo episodios individuales de series de televisión cercanos a transmitirse. A finales de 2013, Quickflix estuvo disponible para realizar streaming desde televisores LG, dispositivos TiVo y PlayStation 4 de Sony. El streaming estuvo disponible para Xbox One y teléfonos inteligentes y tabletas Sony Xperia en 2014. Ese mismo año, Quickflix anunció un acuerdo de streaming con Disney, NBC Universal y BBC Worldwide. Poco después, se logró un acuerdo con Lionsgate. En julio, la nueva aplicación de Quickflix estuvo disponible para realizar streaming desde el Chromecast de Google.

### Renta de discos
La compañía ofrece un servicio mensual de tarifa plana para la renta de películas en DVD y Blu-ray. El suscriptor crea una lista ordenada, conocida como Quickflix Queue, de películas para rentar. Las películas se entregan de forma individual a través de Australia Post. Los sobres individuales llegan en máximo un día en la mayor parte de Australia. El suscriptor puede conservar la película rentada el tiempo que lo desee, sin fechas formales de vencimiento y sin el acúmulo de cargos por pagos atrasados. Sin embargo, existe un límite en el número de películas (determinado por el tipo de suscripción) que cada suscriptor puede tener a préstamo simultáneamente. Para recibir una nueva película, el suscriptor debe enviar de vuelta la película anterior por correo en el sobre provisto. Una vez recibido el disco, Quickflix envía el siguiente disco que se encuentre disponible de la lista del suscriptor (los suscriptores pueden notificar previamente la devolución de un disco en línea, para así recibir más pronto el disco).

## Historia
Quickflix fue lanzado en 2003, en Perth, Australia Occidental, por Sam McDonah, Bill Keech, Sttephen Langsford y quien se uniera más tarde, Simon Hodge. Langsford había fundado previamente el grupo de Internet y de desarrollo web, Method + Madness, el cual fue adquirido por Sausage Software. También, en 2002, fundó el grupo de consultoría, tecnologías de la información y de aventura, Change Corporation, el cual, de igual manera fue adquirido en 2007 por CSG Limited. Quickflix se cotizó públicamente en junio de 2005.
En diciembre de 2005, Quickflix adquirió a la compañía rival, HomeScreen; un movimiento que duplicó su base de clientes. En abril de 2005, Quickflix anunció la disponibilidad de su diezmillonésimo DVD, Shrek Forever After.
En julio de 2011, su competidor BigPond Movies reveló que ya no continuarían con su servicio de DVD por correo, vendiendo su librería de 50, 000 títulos a Quickflix. Lanzaron su servicio en Nueva Zelanda el 29 de marzo de 2012.
Para celebrar su décimo cumpleaños, en 2013, Quickflix encuestó a sus miembros acerca de sus películas favoritas de la última década, con Los intocables ocupando el primer lugar. Simon Miraudo, crítico de Quickflix, eligió Eterno resplandor de una mente sin recuerdos como la mejor, en el quincuagésimo episodio del podcast Talk Hard.
El 21 de julio de 2014, se anunció que Nine Entertainment había adquirido la totalidad de las acciones convertibles de HBO en Quickflix, convirtiéndose así en el inversionista mayoritario de Quickflix.